# Tata Open Maharashtra 2023
Maharashtra Open 2023 (còn được biết đến với Tata Open Maharashtra vì lý do tài trợ) là một giải quần vợt nam chuyên nghiệp thi đấu trên mặt sân cứng ngoài trời tại Mhalunge Balewadi Tennis Complex ở Pune. Đây là lần thứ 27 giải đấu được tổ chức, giải đấu ATP duy nhất ở Ấn Độ. Giải đấu là một phần của ATP Tour 250, và diễn ra từ ngày 2 đến ngày 7 tháng 1 năm 2023.

## Điểm và tiền thưởng

### Phân phối điểm
| Sự kiện | VĐ  | CK  | BK | TK | Vòng 1/16 | Vòng 1/32 | Q  | Q2 | Q1 |
| Đơn     | 250 | 150 | 90 | 45 | 20        | 0         | 12 | 6  | 0  |
| Đôi*    | 250 | 150 | 90 | 45 | 20        | 0         | —  | —  | —  |

*mỗi đội

## Nội dung đơn

### Hạt giống
| Quốc gia | Tay vợt                 | Xếp hạng† | Hạt giống |
| -------- | ----------------------- | --------- | --------- |
| CRO      | Marin Čilić             | 17        | 1         |
| NED      | Botic van de Zandschulp | 35        | 2         |
| FIN      | Emil Ruusuvuori         | 40        | 3         |
| ARG      | Sebastián Báez          | 43        | 4         |
| SVK      | Alex Molčan             | 50        | 5         |
| SRB      | Filip Krajinović        | 54        | 6         |
| ESP      | Jaume Munar             | 58        | 7         |
|          | Aslan Karatsev          | 59        | 8         |

† Bảng xếp hạng vào ngày 26 tháng 12 năm 2022

### Vận động viên khác
Đặc cách:
- Manas Manoj Dhamne
- Sumit Nagal
- Mukund Sasikumar

Vượt qua vòng loại:
- Flavio Cobolli
- Maximilian Marterer
- Ramkumar Ramanathan
- Elias Ymer

### Rút lui
Trước giải đấu
- Jenson Brooksby → thay thế bởi  Pablo Andújar

## Nội dung đôi

### Hạt giống
| Quốc gia | Tay vợt           | Quốc gia | Tay vợt         | Xếp hạng† | Hạt giống |
| -------- | ----------------- | -------- | --------------- | --------- | --------- |
| USA      | Rajeev Ram        | GBR      | Joe Salisbury   | 7         | 1         |
| USA      | Nathaniel Lammons | USA      | Jackson Withrow | 95        | 2         |
| FRA      | Sadio Doumbia     | FRA      | Fabien Reboul   | 112       | 3         |
| BEL      | Sander Gillé      | BEL      | Joran Vliegen   | 121       | 4         |

† Bảng xếp hạng vào ngày 26 tháng 12 năm 2022

### Vận động viên khác
Đặc cách:
- Arjun Kadhe /  Fernando Romboli
- Purav Raja /  Divij Sharan

Thay thế:
- Sriram Balaji /  Jeevan Nedunchezhiyan

### Rút lui
- Laslo Đere /  Alex Molčan → thay thế bởi  Sriram Balaji /  Jeevan Nedunchezhiyan

## Nhà vô địch

### Đơn
- Tallon Griekspoor đánh bại  Benjamin Bonzi, 4–6, 7–5, 6–3

### Đôi
- Sander Gillé /  Joran Vliegen đánh bại  Sriram Balaji /  Jeevan Nedunchezhiyan, 6–4, 6–4